# العلاقات البرازيلية الصومالية
العلاقات البرازيلية الصومالية هي العلاقات الثنائية التي تجمع بين البرازيل والصومال.

## مقارنة بين البلدين
هذه مقارنة عامة ومرجعية للدولتين:
| وجه المقارنة                                              | البرازيل | الصومال                        |
| --------------------------------------------------------- | --- | ------------------------------ |
| المساحة (كم2)                                             | 8.52 مليون | 637.66 ألف                     |
| عدد السكان (نسمة)                                         | 202.66 مليون | 14.74 مليون                    |
| الكثافة السكانية (ن./كم²)                                 | 23.79 | 23.12                          |
| العاصمة                                                   | برازيليا، ريو دي جانيرو | مقديشو                         |
| اللغة الرسمية                                             | برتغالية برازيلية، Brazilian Sign Language ‏ | اللغة الصومالية، اللغة العربية |
| العملة                                                    | ريال برازيلي، كروزيرو ريال برازيلي ‏، كروزيرو البرازيلية (1990–1993)، البرازيلي كروزادو نوفو، كروزادو برازيلي، cruzeiro ‏، كروزيرو البرازيلية (1942–1967)، الريال البرازيلي (قديم) | شلن صومالي                     |
| الناتج المحلي الإجمالي (بليون دولار)                      | 2.06 تريليون | 7.37 مليار                     |
| الناتج المحلي الإجمالي (تعادل القوة الشرائية) بليون دولار | 3.22 تريليون |                                |
| الناتج المحلي الإجمالي الاسمي للفرد دولار أمريكي          | 8.54 ألف | 549                            |
| الناتج المحلي الإجمالي للفرد دولار أمريكي                 | 15.89 ألف |                                |
| مؤشر التنمية البشرية                                      | 0.754 |                                |
| رمز المكالمات الدولي                                      | +55 | +252                           |
| رمز الإنترنت                                              | .br | .so                            |
| المنطقة الزمنية                                           | | ت ع م+03:00                    |

## منظمات دولية مشتركة
يشترك البلدان في عضوية مجموعة من المنظمات الدولية، منها:
| علم المنظمة | اسم المنظمة                   | تاريخ انضمام البرازيل | تاريخ انضمام الصومال |
| ----------- | ----------------------------- | --------------------- | -------------------- |
|             | الاتحاد البريدي العالمي       | ?                     | ?                    |
|             | يونسكو                        | 4 نوفمبر 1946         | 15 نوفمبر 1960       |
|             | البنك الدولي للإنشاء والتعمير | 14 يناير 1946         | 31 أغسطس 1962        |
|             | البنك الإفريقي للتنمية        | ?                     | ?                    |
|             | الاتحاد الدولي للاتصالات      | 4 يوليو 1877          | 28 سبتمبر 1962       |
|             | منظمة الشرطة الجنائية الدولية | ?                     | ?                    |
|             | مؤسسة التمويل الدولية         | 31 ديسمبر 1956        | 31 أغسطس 1962        |
|             | الأمم المتحدة                 | 24 أكتوبر 1945        | 20 سبتمبر 1960       |
|             | مؤسسة التنمية الدولية         | 15 مارس 1963          | 31 أغسطس 1962        |
|             | الفريق المعني برصد الأرض      | ?                     | ?                    |
|             | منظمة حظر الأسلحة الكيميائية  | ?                     | ?                    |

## وصلات خارجية
- موقع وزارة الخارجية البرازيلية
- موقع وزارة الخارجية الصومالية